# 릴런드 오서
릴런드 오서(Leland Orser, 1960년 8월 6일 ~ )는 미국의 배우이다.

## 출연 작품

### 영화
- 피라냐 (1995)
- 세븐 (1995)
- LA 탈출 (1996)
- 인디펜던스 데이 (1996)
- 트렁크 속의 연인들 (1997)
- 에이리언 4 (1997)
- 베리 배드 씽 (1998)
- 라이언 일병 구하기 (1998)
- 레저렉션 (1999)
- 본 콜렉터 (1999)
- 진주만 (2001)
- 데어데블 (2003)
- 컨피던스 (2003)
- 런어웨이 (2003)
- 블랙아웃 (2004)
- 굿 저먼 (2006)
- 테이큰 (2008)
  - 테이큰 2 (2012)
  - 테이큰 3 (2014)
- 더 게스트 (2014)
- 겜블러 (2014)
- 호신술의 모든 것 (2019)
- 암스테르담 (2022)

### 텔레비전
- 더 골든 걸스 (1991)
- 치어스 (1992)
- 스타 트렉: 딥 스페이스 나인 (1993, 1995)
- 엑스파일 (1994)
- 뉴욕경찰 24시 (1994, 1996, 1997)
- 못말리는 번디 가족 (1996)
- 스타 트렉: 보이저 (1997)
- 프리텐더 제로드 (1998-2000)
- CSI: 과학수사대 (2002, 2005)
- 스타 트렉: 엔터프라이즈 (2003)
- ER (2004-09)
- 24 (2009)
- 뉴욕 특수수사대 (2009)
- NCIS: 로스앤젤레스 (2011)
- 매직 시티 (2012)
- 기프티드 맨 (2012)
- 스캔들 (2012)
- 터치 (2013)
- 레볼루션 (2013)
- 레이 도노반 (2015-16)
- 베를린 스테이션 (2016-19)
- 아메리칸 지골로 (2022)